# Tenzing Norgay
Tenzing Norgay, nato Namgyal Wangdi (Khumbu, maggio 1914 – Darjeeling, 9 maggio 1986) è stato un alpinista nepalese-indiano di etnia sherpa.
Insieme a Edmund Hillary fu il primo a raggiungere la vetta del monte Everest il 29 maggio 1953.

## Biografia

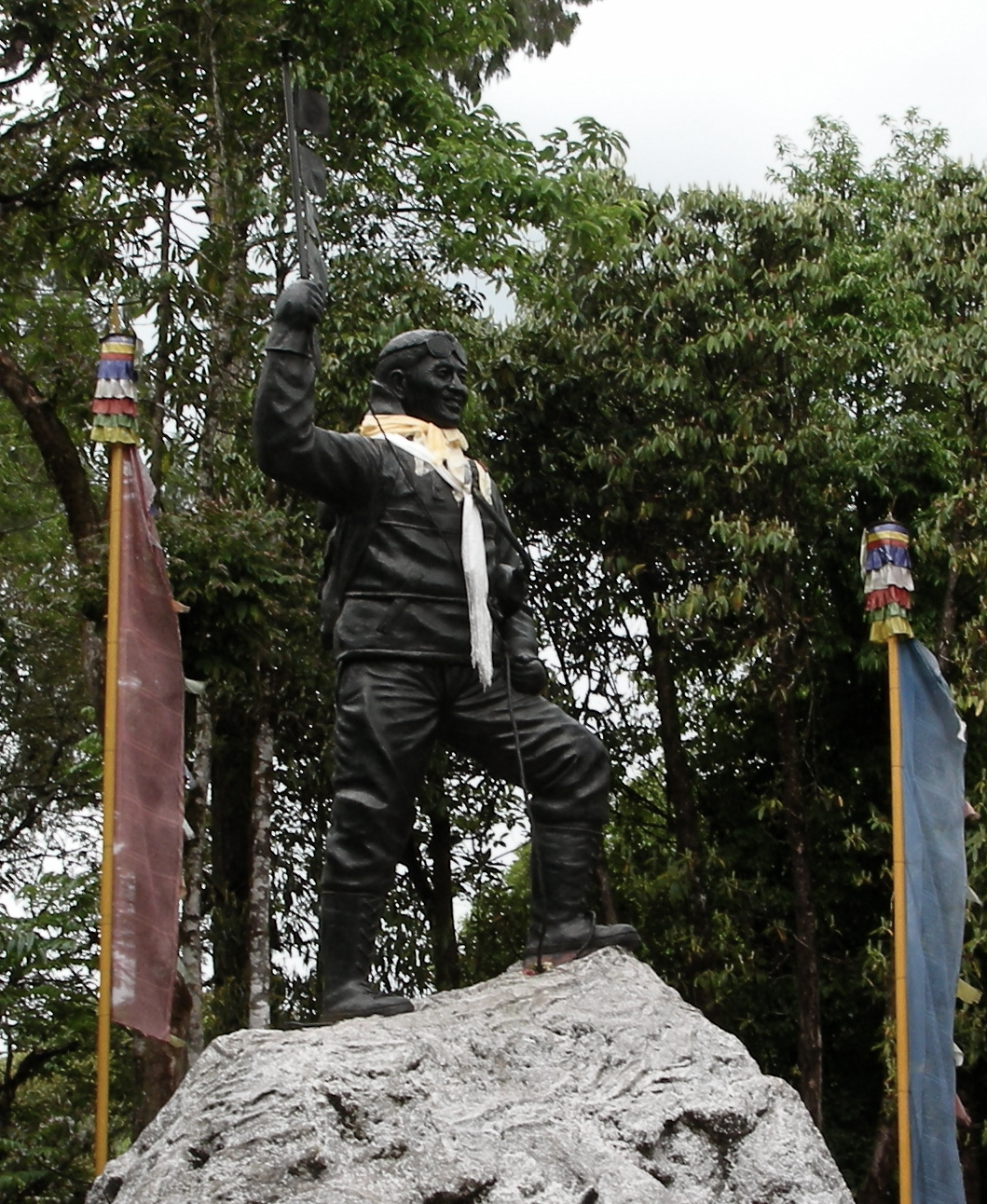
Monumento dedicato a Tenzing Norgay

### Gioventù
Nato nella Regione del Solo Kumbu, probabilmente nel maggio 1914, si trasferì a 18 anni nel Darjeeling, in India, stabilendosi nella numerosa comunità sherpa del villaggio di Tsoong Soon Busti. Sposò in prime nozze nel 1933 Dawa Puthi. Dall'unione nacquero due figlie (Pem Pem e Nima) e un maschio (Nima Dorie, morto nel 1939).

### Le prime spedizioni
Pur senza esperienza, riesce a farsi ingaggiare nel 1935 come portatore d'alta quota dalla British Everest Expedition, guidata da Eric Shipton, che tentò la scalata dell'Everest dal versante tibetano. Tale spedizione raggiunse i 7 000 metri del colle sud e Tenzing dimostrò subito grandi capacità fisiche e tecniche. Nello stesso anno partecipò alla spedizione che il 18 novembre conquistò in solitario e senza ossigeno con C.R. Cooke il Kabru nord (7338 m).
L'anno seguente fu impegnato nella sua seconda spedizione all'Everest, sempre con Eric Shipton. Anche questa non raggiunse la vetta dal versante tibetano. Sempre con Eric Shipton nel 1937 si recò nel Garwhal (Himalaya Centrale) e partecipò a una spedizione sul Nanda Devi, conquistato pochi giorni prima da Tilmann e O' Dell. Nell'autunno partecipò al tentativo di J.T.M. Gibson e J.A.K. Martin al Banderpuch (6300 m). Nel 1938 si recò per la terza volta sull'Everest con H.W. Tilmann, arrivando a 8 300 metri circa. Si trasferì poi nel Garwhal, dove collaborò col maggiore Omaston in varie esplorazioni. L'anno successivo partecipò alla spedizione di Smetton e Ogil al Tirich Mir. Nel 1940 si trasferì nel Chitral, oggi facente parte del Pakistan, dove nel periodo di guerra svolse il ruolo di cuoco per l'esercito inglese. Nel 1944, alla morte della moglie, ritornò a Darjeeling.

### Il dopoguerra
Nel 1945 sposa in seconde nozze Ang Lahmu, cugina della prima moglie. In quest'anno accompagna la spedizione di J.H. Taylor in Tibet, mentre in quello successivo partecipa a una spedizione fallita al Banderpuch e a un'esplorazione del Kangchenjunga. Nel 1947 per la quarta volta si reca sull'Everest, accompagnando l'anglo-canadese Earl Denman in un impossibile tentativo semi-clandestino di scalata dal versante tibetano. Nello stesso anno accompagna una spedizione svizzera nel Garwhal. L'anno seguente accompagna il celebre etnologo Giuseppe Tucci in un lungo viaggio ai più inaccessibili monasteri tibetani. Nel 1949 accompagna Tilman in un'esplorazione geologica del Nepal.
Nel 1950 scala, primo nella storia insieme a Roy Greenwood e King Chong Tsering, il Banderpuch (6320 m). Partecipa inoltre a una tragica spedizione al Nanga Parbat. Nel 1951 partecipa a una spedizione francese che punta a raggiungere entrambe le vette del Nanda Devi. Raggiunge la vetta est (7434 m), prima violata solo da una spedizione polacca nel 1939. Tenzing dirà che fu la più difficile scalata della sua carriera, più dell'Everest. In effetti la scalata venne eseguita con l'originario scopo di cercare membri della spedizione scomparsi nel passaggio in cresta dalla cima Ovest a quella Est.

### La gloria
Nel 1952 viene ingaggiato come capo dei portatori e come alpinista dalla spedizione svizzera all'Everest diretta da Renè Dittert. Tale spedizione aprì finalmente la via nepalese all'Everest, oltre la seraccata del Solo Khumbu e il ghiacciaio del CWM Occidentale. Con lo svizzero Raymond Lambert raggiunge la quota di 8 600 metri, a soli 250 dalla vetta. Era la massima altezza mai raggiunta da un uomo. Solo la scarsità di viveri e la scarsa qualità dei respiratori impediscono ai due di raggiungere la vetta. Al riguardo Tenzing disse che, se anche fossero riusciti a salire in cima, non sarebbero tornati indietro vivi.
Dopo un altro velleitario tentativo, sempre con gli svizzeri, nell'autunno del 1952 Tenzing, superata una brutta malattia, viene chiamato come alpinista effettivo della seconda grande spedizione britannica, guidata dal colonnello John Hunt. L'anno seguente, svolgendo anche la mansione di sirdar, ossia capo dei portatori, raggiunge la base della cima a 8 400 metri. Dopo un primo tentativo, relativamente velleitario, di Bourdillon ed Evans, attacca la vetta insieme a Edmund Hillary, membro neozelandese della spedizione, con cui aveva raggiunto un grande affiatamento. Insieme raggiungono la cima il 29 maggio del 1953.
Sulla vetta dell'Everest lasciò quattro bandiere (Nazioni Unite, Gran Bretagna, Nepal e India), una matita blu e rossa (della figlia Nima) e un pacchetto di caramelle (segno di amicizia), oltre a un gattino di pezza (dato da Hunt a Hillary) e cioccolata e biscotti (come offerta agli dei). Una delle preoccupazioni di Hillary e Tenzing, una volta in cima, fu quella di cercare tracce lasciate da Mallory e Irvine, gli inglesi periti nel 1924 durante la salita dal versante nord. Infatti rimane il mistero se i due avessero raggiunto la cima prima di scomparire.
L'affiatamento non fu distrutto neppure dalle polemiche montate dai giornalisti e politici nepalesi che sostenevano che fosse stato Tenzing l'elemento determinante dell'impresa e che Hillary fosse stato trascinato in cima. I due firmarono una dichiarazione congiunta in cui affermavano di essere arrivati praticamente insieme ("almost together") alla vetta. Due anni dopo Tenzing affermò, con grande onestà, di essere arrivato in cima subito dietro a Hillary, semplicemente perché in quel momento era il turno di Hillary di "aprire la strada" e che, come ben sa chi va in montagna, non avevano senso quelle polemiche e che non si sentiva affatto sminuito per questo.
Coperto di onorificenze in Nepal e in India, fu accolto in Gran Bretagna con tutti gli onori insieme ai membri britannici e ricevette dalla regina Elisabetta II la "George Medal", massima onorificenza britannica per un non cittadino del Commonwealth Britannico. Ritiratosi dall'alpinismo attivo, si dedicò a varie attività a favore della comunità sherpa e per la formazione e tutela dei portatori, dirigendo l'Istituto Himalayano di Alpinismo di Darijeeling. Alla sua morte gli furono tributati funerali di Stato e il corteo funebre si dipanò per chilometri nelle strade di Darjeeling. Il suo corpo venne cremato presso l'istituto che aveva diretto.
Pur parlando o comprendendo un gran numero di lingue (sherpa, nepalese, urdu, hindi, dialetti del Pakistan, inglese e anche un po' di italiano e francese), Tenzing non sapeva quasi scrivere, anche perché la sua lingua natale non ha una forma scritta. La sua autobiografia Man of the Everest, pubblicata in Italia col titolo Primi sull'Everest, fu dettata al giornalista americano James Ramsey Ullman. Uno dei vanti di Tenzing era quello di non essersi mai infortunato seriamente (salvo una slogatura) durante le scalate. L'unica volta che si ruppe un osso fu sciando in Pakistan.

### Riconoscimenti postumi
A lui sono dedicati i monti "Tenzing Norgay" di ghiaccio d'acqua coperti di ghiaccio d'azoto e metano sulle superficie di Plutone, scoperti grazie alla sonda spaziale New Horizons, e l'aeroporto Tenzing-Hillary di Lukla, in Nepal, alla cui costruzione collaborò fattivamente nel 1965.

## Riferimenti nella cultura di massa
Viene citato nel film del 2003 dei fratelli Coen Prima ti sposo poi ti rovino da George Clooney (l'avvocato divorzista Miles Massey nel film).
Viene citato nel pezzo We can do it scritto da Mel Brooks per il suo musical del 2001 The Producers, poi usato anche nell'omonimo film del 2005 The Producers - Una gaia commedia neonazista ("Cosa disse Sir Edmund a Tenzing? - Ce la possiamo fare!").